# Japanische Blutgruppendeutung

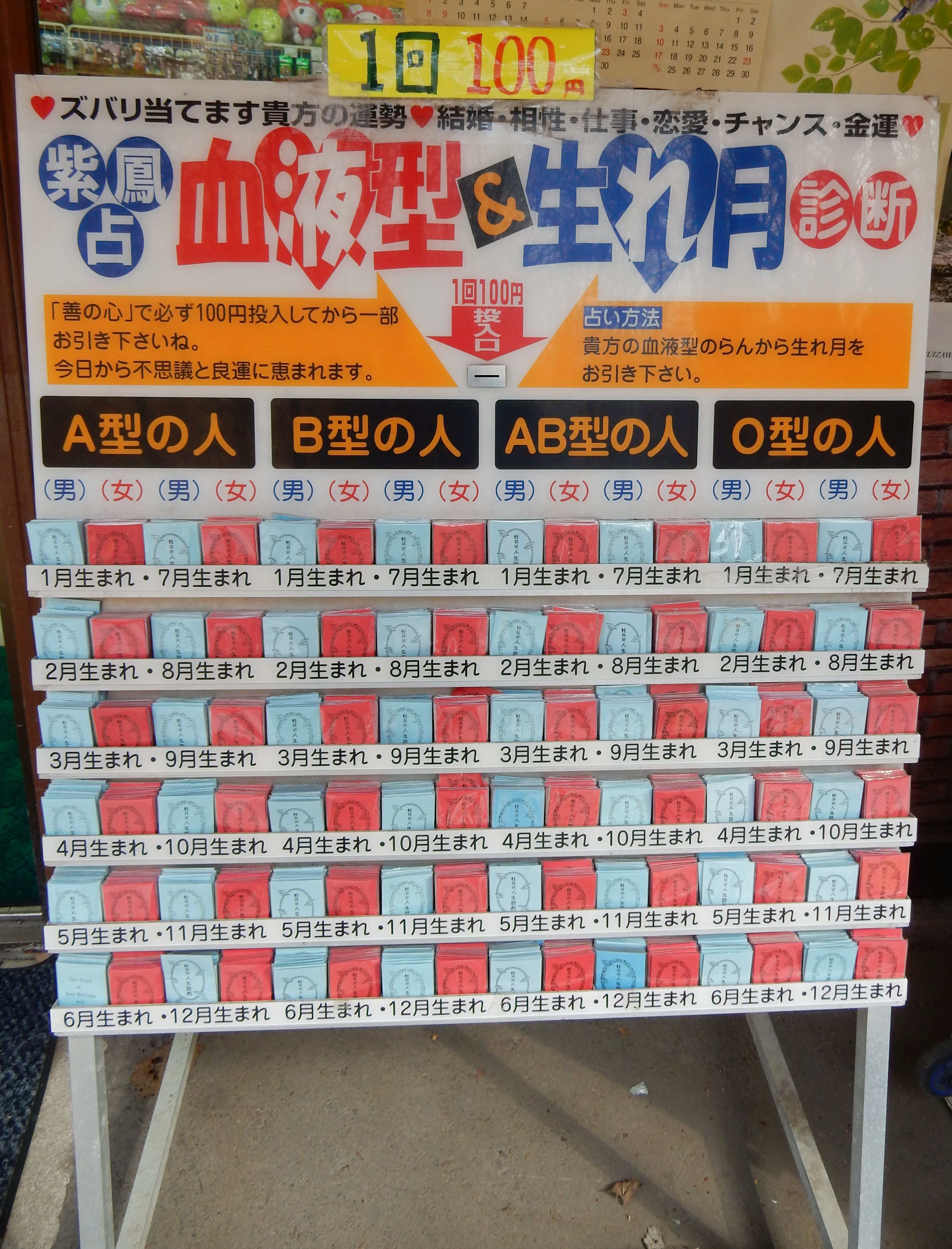
Stand in Japan mit Blutgruppen-Horoskopkarten für Männer (blau) und Frauen (rot)

Die Deutung der Blutgruppe ist ein vor allem in Japan verbreiteter Glaube, nach dem die Blutgruppe (japanisch 血液型 ketsueki-gata) Rückschlüsse über Persönlichkeit, Charakter und Verträglichkeit einer Person mit anderen zuließe. Das Phänomen hat im japanischen Alltag einen vergleichbaren Stellenwert wie etwa die Tierkreiszeichen im Westen. Zunehmend ist dieser Glaube auch in anderen Teilen Ostasiens, namentlich Südkorea und Taiwan, anzutreffen.

## Wissenschaftliche Bewertung
Die Forschung konnte verschiedenen Bluttypen bisher eine Anfälligkeit für bestimmte Gebrechen zuordnen. So hängt Blutgruppe A mit Magenkrebs zusammen und Blutgruppe 0 mit einem erhöhten Risiko für Magengeschwüre. Mehrheitlich finden Studien keine Korrelation von Blutgruppe und Persönlichkeit. Mittelbar wird jedoch darauf verwiesen, dass eine genetisch verschieden angelegte Ausstattung mit Hormonen und Enzymen die Ausbildung einer Reihe von Charakterzügen beeinflussen kann.

## Entwicklung in Japan
Begründer der Bemühungen, von der Blutgruppe auf Persönlichkeitseigenschaften zu schließen, war der japanische Psychologe Furukawa Takeji. 1927 veröffentlichte er eine Reihe von Artikeln mit seinen Hypothesen. Auf Furukawa wiederum bezog sich der Psychologe Nomi Masahiko in seinem Buch Kompatibilität nach Blutgruppe (1971). Nomi beschrieb seinen Ansatz mit den Worten: „Jeder Teil von Ihnen – ob Nase, Augen, Haare oder Gehirn – trägt die gleiche Blutgruppe. Es erscheint nur natürlich, dass Ihre Persönlichkeit und Ihre Gefühle [davon] auch beeinflusst werden.“ Nomis Sohn Toshitaka folgte seinem Vater als oberste Autorität der Blutgruppendeutung nach: er schrieb 15 Bücher zum Thema und leitet ein eigenes Institut in Tokio.
Die größte Popularität besitzt die Blutgruppendeutung in Frauenzeitschriften und dergleichen. Hier wird sie verwendet, um herauszufinden, ob ein Partner passend ist oder nicht. Horoskope für die verschiedenen Blutgruppen erscheinen täglich in Zeitschriften, Zeitungen, Fernsehen und Radio.
In Japan gilt die Frage nach der Blutgruppe als ebenso normal wie beispielsweise in anderen Ländern die Frage nach dem Tierkreiszeichen. Eine Verweigerung der Auskunft kann als Anzeichen dafür gedeutet werden, dass sich die Person für ihre Blutgruppe schämt.
Die fehlende wissenschaftliche Untermauerung war kein Hindernis für eine Entwicklung eines blühenden Marktes von Partnervermittlungen, die nach Blutgruppe vermitteln, und Personalberatern, die Unternehmern in der Aufgabe beistehen, die richtige Mischung von Blutgruppen in ihrem Personal zu finden.
Auch in der japanischen Populärkultur ist das Phänomen allgegenwärtig. Jeder japanische Teenager kennt die Blutgruppe seines Idols. Sogar fiktive Figuren aus Manga und Computerspielen werden von ihren Erschaffern mit dem passenden Bluttyp ausgestattet.